# Hilde Vanhulle
Hilde Vanhulle (13 augustus 1968) is een Vlaamse actrice.
Ze speelt Kabouter Smal in de reeks Kabouter Plop van Studio 100. In 1999 werd dit personage geïntroduceerd in de serie. In 2003 werd ze uit de reeks geschreven en was ze niet meer te zien. Wel speelt ze sinds het najaar van 2013 mee in de theatershows als vervanging van Chris Cauwenberghs. Dat jaar had ze een nevenrol in Spring als Laura die tijdelijk dansles kwam geven in de plaats van Maggy Lejeune. ook is ze  te zien in een aantal specials. Ze speelde ook nog Kabouter Smal in een aantal soloshows in Plopsaland de Panne. Daarnaast had ze een gastoptreden in de serie Spoed als de moeder van Justine Peyskens (2002). In 1994 vertolkte ze Wiske in Suske & Wiske De Musical.
In het theater speelde ze onder meer vier seizoenen mee in het poppentheaterstuk Grote Pien, Kleine Pien van het uit Antwerpen afkomstige reisgezelschap Theater De Spiegel.
Met Mitta Van der Maat, Wanda Joosten en Anne Mie Gils zong ze in NoNonsense, een groep die meerdere tournees afwerkte.
Van 2014 tot 2017 speelde ze de rol van Tori De Rover in de jeugdserie Ghost Rockers op Ketnet.

## Musicals
In het schooljaar 1994-1995 bracht Hilde Vanhulle de rol van Wiske voor het eerst op het theater tot leven met Suske en Wiske: De Musical van het Koninklijk Jeugdtheater. De première vond plaats op 28 oktober 1994 in de Stadsschouwburg van Antwerpen. Ze speelde Wiske ook in de Nederlandse tournee. De tournee werd op 29 oktober 1995 afgesloten in de Rotterdamse Schouwburg.
1998: In Pippi Langkous speelde ze Annika en understudy Pippi Langkous. Hiermee toerde ze door België.

## Filmografie
- Wittekerke (1996) - als Debbie
- Asterix & Obelix tegen Caesar (1999) - als Walhalla (stem)
- Kabouter Plop (1999-heden) - als kabouter Smal
- Plop in de Wolken (2000) - als kabouter Smal
- Spoed (2001) - als Erika Hendrickx
- Spoed (2002) - als jonge vrouw
- Plop en de Toverstaf (2003) - als kabouter Smal
- Spring (2004) - als Laura
- 10 jaar Plop (2007) - als kabouter Smal
- Plop en de kabouterpaashaas (2010) - als kabouter Smal
- Plop en Prins Carnaval (2011) - als kabouter Smal
- Plop en de kabouterkermis (2013) - als kabouter Smal
- Plop en de brandweerkabouter (2014) - als kabouter Smal
- Ghost Rockers (2014-2015, 2017) - als Tori De Rover
- Ghost Rockers - Voor altijd? (2016) - als Tori De Rover
- Thuis (2022) - als Lien Vereken

## Discografie
- 1997: Het machtige Meli-avontuur
- 2000: Plop 3
- 2001: 10 ploptoppers 2
- 2001: Sjoebi doebi dabidee
- 2003: Kabouterkriebels